# Othonna lepidocaulis
Othonna lepidocaulis là một loài thực vật có hoa trong họ Cúc. Loài này được Schltr. mô tả khoa học đầu tiên.